# Крупчанский, Адриан Вячеславович
Адриан Вячеславович Крупчанский (род. 7 декабря 1977, Москва) — российский общественный деятель, писатель, бизнесмен, музыкант, преподаватель и бывший солист группы «Адриан и Александр». Руководитель компании «Нотамедиа», проектов «Москва, которой нет», «Энциклопедия нашего детства» и других. Автор книг по философии и музыке.

## Биография
Родился 7 декабря 1977 года в Москве. Окончил школу № 279 им. А. Т. Твардовского. Поступил в Московский энергетический институт, на третьем курсе перевелся в Московский институт электронного машиностроения, который закончил по специальности «Вычислительные системы и сети».

## Работа
Начал работать в компании IBS на третьем курсе института. Потом, работая в ГУП «СПНУ», занял первое место на конкурсе «Московский мастер» по специальности «Программист» (1999). После этого сменил род деятельности, перейдя работать в pr-агентство «Правила игры» и в 2001 году организовал компанию «Нотамедиа».

## Общественные проекты

### «Москва, которой нет»
«Москва, которой нет» — историко-культурологический проект о Москве, которую мы не знаем. Это не только утраченные, перестроенные до неузнаваемости и разрушенные памятники, это и существующие старые московские дома, улочки, бульвары, совершенно неизвестный нам город.
В рамках проекта прошло несколько выставок, выпущены книги «От Пречистенских до Арбатских ворот», «От Боровицкой до Пушкинской площади», многоязычный фотоальбом «Старая Москва в фотографиях» и ещё несколько книг.

### «Энциклопедия нашего детства»
«Энциклопедия нашего детства» — проект, посвященный воспоминаниям людей, которые родились в 70-е — 80-е годы XX века в СССР.

## Книги
- Адриан Крупчанский, Ачинтья-Кришна дас, Ашока Кришна Дас, Балакешава дас. Музыка Гаудия-вайшнавов. Теория и практика. — 2014. — 290 с. — 1000 экз. — ISBN 978-5-905210-03-7.
- Адриан Крупчанский. Вечные ответы. — 108, 2015. — 328 с. — 2000 экз. — ISBN 978-5-9905559-3-8.
- Адриан Крупчанский. Разумная вера. — 108, 2003. — ISBN 978-5-9907559-7-0.

## Творчество
Гитарист, вокалист. Вместе с Татьяной Пучко организовал группу «Чересказань», с которой стал лауреатом «Второго канала» Грушинского фестиваля.
С 2001 по 2013 год играл с Александром Щербиной. В какой-то момент вокруг них образовалась группа «Адриан и Александр». 9 октября 2013 года на концерте-презентации диска «Life is good» было объявлено о «перезагрузке» группы с уходом из неё Адриана.
Лауреат Грушинского фестиваля и многих других фестивалей авторской песни.
В 2014 году создал музыкальный проект «Vrindavani» и с коллективом музыкантов выпустил два диска с молитвами на санскрите.
Разрабатывает и проводит семинары и тренинги по темам, связанным с ведической философией.

## Дискография

### Альбомы группы «Чересказань»
- 1999 — Чересказань

### Альбомы группы «Адриан и Александр»
- 2001 — Рымба
- 2003 — Песня о безумной Маше
- 2005 — Импровизация на тему
- 2008 — До завтра, брат!
- 2011 — Parabellum!
- 2013 — Лайф из гуд

### Альбомы музыкального проекта «Vrindavani»
- 2014 — Джая Радха Мадхава
- 2015 — Разлука и встреча